# Wissarion Łominadze
Wissarion Wissarionowicz Łominadze, gruz. ბესარიონ (ბესო) ბესარიონის ძე ლომინაძე, ros. Виссарион Виссарионович Ломинадзе (ur. 25 maja?/6 czerwca 1897 w Kutaisi, zm. 19 stycznia 1935 w Magnitogorsku) – radziecki i gruziński polityk, I sekretarz Komunistycznej Partii (bolszewików) Gruzji w latach 1922–1924, I sekretarz Krajowego Komitetu WKP (b) Zakaukazia w 1930.

## Życiorys
W latach 1914–1915 studiował na wydziale ekonomicznym Piotrogrodzkiego Uniwersytetu Politechnicznego. Od marca 1917 członek SDPRR(b), od sierpnia 1917 sekretarz komitetu SDPRR(b) w Kutaisi, latem 1918 na krótko aresztowany w Gruzji, 1918–1919 przewodniczący komitetu RKP(b) w Tbilisi, 1919 redaktor gazety „Nabat” w Baku, 1919–1920 członek komitetu RKP(b) w Baku, 1920 członek komitetu wykonawczego Rady Bakijskiej i równocześnie członek Prezydium KC Komunistycznej Partii (bolszewików) Azerbejdżanu, 1920–1921 kierownik Wydziału Propagandy i Agitacji Komitetu WKP(b) na gubernię orłowską, w marcu 1921 brał udział w stłumieniu powstania w Kronsztadzie, 1921–1922 partyjny organizator RKP(b) w rejonie Wyborgu, 1922–1924 sekretarz wykonawczy i I sekretarz KC Komunistycznej Partii (bolszewików) Gruzji, 1924–1925 na kursie marksizmu-leninizmu na Komunistycznym Uniwersytecie im. Swierdłowa. 1925–1926 sekretarz komitetu wykonawczego Komunistycznej Międzynarodówki Młodzieży i równocześnie członek KC Komsomołu, od 31 grudnia 1925 do 26 czerwca 1930 kandydat na członka, a od 13 lipca do 1 grudnia 1930 członek KC WKP(b). 1926–1927 członek prezydium komitetu wykonawczego Kominternu, 1927–1928 przedstawiciel komitetu wykonawczego Kominternu w Chinach, 1928–1929 kierownik Wydziału propagandy i Agitacji gubernialnego komitetu WKP(b) w Niżnym Nowogrodzie, 1930 członek Prezydium KP(b) G. Od 8 maja do 19 listopada 1930 I sekretarz Krajowego Komitetu WKP(b) Zakaukazia. 1932–1933 partyjny organizator KC WKP(b) w Moskwie. Od sierpnia 1933 do śmierci I sekretarz Komitetu Miejskiego WKP(b) w Magnitogorsku. Odznaczony Orderem Lenina i Orderem Czerwonego Sztandaru. 
Po zabójstwie Siergieja Kirowa (1 grudnia 1934) i rozpoczętej fali represji NKWD skierowanej m.in. przeciw byłym opozycjonistom w WKP(b), obawiając się aresztowania przez NKWD popełnił samobójstwo.